# Megalonotus sabulicola
Megalonotus sabulicola är en insektsart som först beskrevs av Thomson 1870.  Megalonotus sabulicola ingår i släktet Megalonotus och familjen Rhyparochromidae. Inga underarter finns listade i Catalogue of Life.